# Rájec
Rájec (niem. Gross Rasel) – gmina w Czechach, w powiecie Šumperk, w kraju ołomunieckim. Według danych z dnia 1 stycznia 2012 liczyła 479 mieszkańców.